# Коста Трифковић
Коста Трифковић (Нови Сад, 20. октобар 1843 — Нови Сад, 19. фебруар 1875) био је српски књижевник.

## Биографија
Рођен је 20. октобра 1843. године у Новом Саду у грађанској породици. Његови родитељи су били Атанасије и Ана. У Новом Саду је учио основну школу и ниже разреде гимназије, а више разреде гимназије завршио је на страни - у Винковцима (пети разред, 1860-1861) и Пешти (шести разред, 1861). Даље школовање је наставио на поморској школи у Ријеци. Једно време (1862-1863) је био морнар, пловећи на трговачком једрењаку као официрски приправник - писар. Брод је ишао из Трста преко Крфа и Цариграда у Одесу. Кад је Коста видео да морнарски живот није тако романтичан какав му је изгледао, он га напусти и у Ријеци заврши гимназију. Коначно је ту стекао гимназијско образовање положивши испит зрелости 1864. године. После је студирао права у Пожуну (Братислави), Дебрецину и Кашави. Студије је завршио 1867. године. По дипломирању као приправник ступио је у новосадску адвокатску канцеларију Ђорђа Вукићевића. Већ почетком 1868. године постао је протоколиста у градском суду у Пешти, али ту не остаје дуго. Крајем исте године дефинитивно се скрасио у Новом Саду. Постао је прво општински чиновник - подбележик градског Магистрата, у време када је Светозар Милетић био начелник Магистрата, а Лаза Костић велики бележник. Године 1869. Трифковић у Пешти полаже адвокатски испит, да би идуће године био изабран за сенатора и председника варошког суда у Новом Саду. Међутим, амбициозни Коста, и поред свег труда и способности није успео да буде именован и за краљевског судију. Зато се огорчен опредељује да буде само адвокат у Новом Саду. Мада је целог живота био слабог здравља, имао је сређен и срећан породични живот. У родном граду је живео све до смрти, 19. фебруара 1875. године, која га је задесила у 32. години.

## Списак књижевних радова
Трифковић је живот посветио српској драмској књижевности, и то комедији. Неговао је "прозну реалистичку комедију". У јавности се први пут јавља 1870. године, када СНП изводи његову посрбу "Мило за драго", на основу оригиналног дела француског писца Жан Франсоа Рожеа. После Јована Стерије Поповића, ниједан се од бољих писаца, сем Змаја са „Шараном“, није тим књижевним родом бавио све до Трифковића. Он се позоришту сасвим посветио последњих година свога живота и написао око петнаест позоришних дела. То су већином шаљиве игре, као Избирачица, Школски надзорник, Златна барка, Честитам и Љубавно писмо, или драмати, Француско-пруски рат, као Младост Доситеја Обрадовића и На Бадњи дан. Он је прерађивао и туђе, махом немачке, лаке и шаљиве позоришне комаде: Мило за драго, Тера опозицију и друге. Огледао се и на приповеци и лирској поезији. Написао је још и знатан број хумористичних прича и цртица по ондашњим листовима и часописима. Поред драмских текстова писао је и лирске песме и приповетке, а објављивао је и фељтоне у којима је критиковао неке друштвене навике и писао је приказе позоришних комада. Захваљујући свом раду изабран је 1873. године за потпредседника Матице српске. Наредне године обновио је и књижевни лист Јавор, који је пре гашења излазио шездесетих година у Новом Саду. Био је један од најпревођенијих српских писаца друге половине 19. века. Његова дела су превођена на: немачки, француски, италијански, мађарски, словеначки, бугарски, а има наговештаја и на пољски језик.

## Критички осврт
Трифковић није виши сатиричар или морални цензор који слика карактере, типове и нарави и изврће их подсмеху. То је, унеколико, радио Јован Стерија Поповић. Трифковић нема његове дубине и замаха, Он се зауставио на најлакшој врсти комедије, на комедији интриге, у којој је сва комика у радњи и ситуацијама, а личности и њихов унутрашњи живот су споредно, ту су само да употпуне оквир комичних ситуација. Тако, у „Љубавном писму“ цела комика проистиче из тога што једно писмо случајно залута у један џеп где му није било место. У његовим комедијама је приказана новосадска чаршија, ситни људи, са ситним и безазленим страстима и навикама. Трифковић је и сам на нивоу те чаршије, хоће да је забави и насмеје и да се и сам са њом забави, пријатно и лако. У такву врсту комедије он је унео необично жив и духовит дијалог и ретку вештину компоновања. Комика је ту површна, неуметничка, али пријатна ипак и врло занимљива. Његове комедије су испуњавале оригинални позоришни репертоар све до појаве Бранислава Нушића.

## Галерија
- Коста Трифковић (1843-1875), комедиограф, Атеље Функа и Рајса, Нови Сад, прва половина 70-их година 19. века (аверс). Фотографија је музејска грађа Позоришног музеја Војводине.
- Коста Трифковић (1843-1875), комедиограф, Атеље Функа и Рајса, Нови Сад, прва половина 70-их година 19. века (реверс). Фотографија је музејска грађа Позоришног музеја Војводине.